# Freya Aelbrecht
Freya Aelbrecht (ur. 10 lutego 1990 w Zutendaal) – belgijska siatkarka, reprezentantka kraju, grająca na pozycji środkowej. Brązowa medalistka mistrzostw Europy 2013 rozgrywanych w Niemczech i Szwajcarii. 
9 października 2024 roku za pośrednictwem mediów społecznościowych poinformowała o zakończeniu kariery siatkarskiej.

## Sukcesy klubowe
Mistrzostwo Belgii:
- 2010, 2011, 2012
- 2009

Puchar Challenge:
- 2010

Superpuchar Belgii:
- 2010

Puchar Belgii:
- 2011, 2012

Puchar Francji:
- 2013, 2014

Mistrzostwo Francji:
- 2013, 2014

Liga Mistrzyń:
- 2015

Puchar Włoch:
- 2016

## Sukcesy reprezentacyjne
Liga Europejska:
- 2013

Mistrzostwa Europy:
- 2013

## Nagrody indywidualne
- 2010: Najlepsza atakująca Pucharu Challenge
- 2013: Najlepsza blokująca Ligi Europejskiej[9]